# 村田久武
村田 久武（、1963年12月3日 - ）は、日本の自動車技術者。大阪府出身。
1987年にトヨタに入社して以来トヨタのモータースポーツ活動に関わり、2014年からはモータースポーツパワーユニット開発部（現TGR開発部）部長を務めた。TOYOTA GAZOO Racing 前WECチーム代表。

## 略歴
1963年12月3日、大阪府に生まれる。地元大阪の進学校から大阪大学へ進学した村田は、登山部の勧誘の山の写真に惹かれ、登山部への入部を決意する。登山部で学んだチームワークの大切さが、今のトヨタチームの代表の役割に活かされているという
1987年にトヨタ自動車に入社し、モータースポーツ部（現GRモータースポーツ開発部）に配属され、耐久試験を担当した。入社6年目の92年にはレースサポートを任されるようになり、各地のサーキットは出向く事になった。なおこの時担当した33号車のTS010は1992年のル・マンで2位を獲得している。
トヨタが1993年で一旦ル・マンプロジェクトを休止させたため、1995年からはアメリカのCARTのエンジン開発にかかわる事になった。当初は”TOYOTA” のロゴが入ったシャツを着てサーキットを歩いていると、指をさして笑われるほど弱小エンジンサプライヤーだったため、2000年の初優勝時には「本当にうれしかった」と述べている。
2003年から3年間、量産のV6エンジンの開発に関わり、2006年にはレーシング・ハイブリッドのプロジェクトリーダーとしてモータースポーツ部へ帰ってくる事になり、GS450hやスープラでスーパー耐久の十勝24時間レースに参戦した。
2014年にはモータースポーツ開発部の部長に就任し、TS040 HYBRIDの開発を指揮し、WECのチャンピオン獲得へと導いた。2017年8月1日からはTMG（トヨタ・モータースポーツ)の社長を務めることになり、2018年のル・マンではTS050 HYBRIDで初優勝を果たした。
2021年10月1日付でGRカンパニーを離れ、パワートレーンカンパニーへ異動。